# グループ合同選抜制度
グループ合同選抜制度とは、1982年から1993年まで東京都立高校全日制普通科（島嶼部を除く）を対象に行われた入試制度である。

## 概要
1982年、学校群制度が廃止され、グループ選抜が採用される。同時に受験科目数が3教科から5教科に変更された。
- 同制度の実施に伴い、学区の改編が行われた。すなわち、従来多摩地区（第七・八・九学区）は実質的に1つの学区として扱われていたが、以降は第七～十の4つの学区に分割された。
- 学区内の高校を2つのグループに分け、調査書（内申点）と学力検査でグループ合格者を決定。第一志望校が不合格であっても、グループ内で定員に達していない高校に希望順位をつけて3校まで第二志望とすることができた。
また、それでも定員を充足できない学校は、その学校を第一志望としていた者を成績順に「繰り上げ合格者」とした。
- 上記の通り、同制度は都立高校全盛時代の学区合同選抜制度に準じたものであった。グループに分けたのは特定校への受験集中を緩和する意図があったためである。
- この制度の最大の利点は第一志望校の合格者はその志望校に入学できること、グループ内では合格者より成績の良い不合格者が出ないという受検の公平性が担保されていることにあった（繰り上げ合格を除く）。
- また学校群制度では学校群に合格しながら希望する学校に進学できないという問題が生じ、学校群自体に不合格となると二次募集受検・私立高校受験の必要があったが、グループ制ではグループ内のある学校を第一志望として受検し合格すればその志望校に入学でき、第一志望に不合格でも一定の成績（グループ基準点）を満たせばグループ内のどこかの学校に入学できる可能性が極めて高く、中学浪人というリスクが少ないという利点もあった。

## グループ

### 1982年の制度発足当時
- 第一学区（千代田区、港区、品川区、大田区）
  - 11グループ - 九段、一橋、日比谷、赤坂、城南、三田
  - 12グループ - 大崎、小山台、八潮、大森、田園調布、南、大森東、雪谷、羽田、蒲田
- 第二学区（新宿区、渋谷区、目黒区、世田谷区）
  - 21グループ - 赤城台、戸山、青山、新宿、広尾、駒場、都立大学附属、目黒
  - 22グループ - 桜町、玉川、千歳、千歳丘、深沢、松原、明正
- 第三学区（中野区、杉並区、練馬区）
  - 31グループ - 鷺宮、富士、武蔵丘、荻窪、杉並、豊多摩、西、永福
  - 32グループ - 井草、大泉、石神井、練馬、光丘、大泉北、大泉学園、田柄
- 第四学区（文京区、豊島区、板橋区、北区）
  - 41グループ - 小石川、竹早、向丘、豊島、文京、北、城北
  - 42グループ - 板橋、大山、北園、北野、志村、高島
- 第五学区（中央区、台東区、荒川区、足立区）
  - 51グループ - 京橋、日本橋、紅葉川、上野、忍岡、白鷗、竹台
  - 52グループ - 足立、江北、淵江、足立西、足立東、青井、足立新田
- 第六学区（墨田区、江東区、葛飾区、江戸川区）
  - 61グループ - 墨田川、本所、両国、葛飾野、南葛飾、水元
  - 62グループ - 深川、東、城東、江戸川、小岩、小松川、葛西南、篠崎
- 第七学区（八王子市、町田市、日野市）
  - 71グループ - 富士森、南多摩、片倉、八王子東、八王子北、館、日野台、日野、松が谷
  - 72グループ - 町田、忠生、野津田、成瀬、小川
- 第八学区（立川市、青梅市、昭島市、福生市、東大和市、武蔵村山市、秋川市、羽村町、瑞穂町、日の出町、五日市町、檜原村、奥多摩町）
  - 81グループ - 北多摩、立川、昭和、拝島、東大和、武蔵村山、武蔵村山東、砂川
  - 82グループ - 多摩、青梅東、福生、秋留台、羽村、五日市
- 第九学区（武蔵野市、小金井市、小平市、東村山市、国分寺市、田無市、保谷市、清瀬市、東久留米市）
  - 91グループ - 武蔵、久留米、久留米西、保谷、武蔵野北、小金井北
  - 92グループ - 小平、小平西、東村山、国分寺、清瀬、清瀬東
- 第十学区（三鷹市、府中市、調布市、国立市、狛江市、多摩市、稲城市）
  - 101グループ - 三鷹、神代、調布北、調布南、狛江
  - 102グループ- 府中、府中西、府中東、国立、永山、稲城、南野

### 1983年入試以降の新設校
- 1983年開校
  - 山崎（72グループ）- 小平南（92グループ）
- 1984年開校
  - 東大和南（81グループ）- 東村山西（92グループ）
- 1985年開校
  - 南平（71グループ）- 田無（91グループ）
- 1986年開校
  - 墨田川堤校舎（61グループ）

### 移転
- 紅葉川（51グループ→62グループ）

### 備考
- 1989年に赤城台、1991年に赤坂（普通科）が募集停止。
- 羽田・田柄（1990年）、九段・白鷗・五日市（1992年）、大泉学園（1993年）はコース制移行とともに全都学区に変更の上、単独選抜校となった。
- 羽村町は1991年に市制施行により羽村市に昇格

## 廃止
この制度は、「黄金時代」とも呼ばれた学区合同選抜制度時代の都立高校の高い水準を目指したものだった。
しかし学区合同選抜制度の時代がベビーブームを中心とする受験人口過多期であったのに対し、1980年代にはすでに受検人口は漸減傾向にあり制度導入のメリットはほとんど無く、強いて言えば1983年～1990年の団塊ジュニアをピークとした世代の高校進学時期に都立高校普通科の入学定員の増加が間に合ったことが挙げられる。
結果としてはデメリットばかりが目立つこととなり、多くの受検者は私立志向となり相対的に都立高校の水準は低下してしまった。
バブル崩壊前後の1990年代前半には都立高校の水準（偏差値・現役大学合格率）は、戦後学校教育法施行後最悪というレベルにまで落ち込んでいた。
ただしバブル崩壊以後における不況下においては、学力の高い学校に挑戦しながら滑り止めが確保されているグループ合同選抜のメリットを評価する意見があり、中堅・下位高を中心にむしろ入試倍率自体は上昇し都立回帰等と受験誌に書かれたこともあった。
1994年にグループ選抜は廃止され、単独選抜制度に移行。学区外受検が認められるようになり、2003年4月入学生からは学区制が廃止され「全都一学区」となった。